# Тупак Катарі 1
«Тупак Катарі 1» або TKSat-1 (ісп. Túpac Katari 1) — телекомунікаційний супутник, виготовлений і запущений в Китаї на замовлення Болівійського космічного агентства для обслуговування телекомунікацій у Болівії, таких як мобільний зв'язок, телебачення та використання Інтернету. Запущений 20 грудня 2013 року на геостаціонарну орбіту і вважається першим болівійським супутником. Названий на честь болівійського борця за незалежність XVIII століття Тупака Катарі.

## Створення й експлуатація
Супутник побудований на замовлення Болівійського космічного агентства. За будівництво, запуск та виведення супутника на орбіту відповідала китайська фірма China Great Wall Industry Corporation, дочірня компанія China Aerospace Science and Technology Corporation. Для створення супутника вона використовувала французькі, німецькі та американські технології.
Супутник був запущений на орбіту 20 грудня 2013 року з космодрому Січан в Китаї, з випробувальним періодом трохи більше трьох місяців, а комерційна експлуатація розпочалася в березні 2014 року.
Супутник перебуває на геостаціонарній орбіті та розташований на 87,2° зх. д., на відстані 36 000 кілометрів від екватора. Очікуваний термін експлуатації становить 15 років.

## Вартість та дохід
Вартість супутника становила близько 300 млн доларів, з яких 251 млн доларів — це позика від Китайського банку розвитку уряду Болівії, а решту сплатив уряд Болівії.
З моменту запуску до серпня 2017 року супутник приніс дохід у розмірі 60 млн доларів. Болівійське космічне агентство заявило, що супутник не був бізнес-проєктом, а його метою було розширення доступу до зв'язку. Експлуатаційні витрати не розголошувалися.